# George M. A. Hanfmann
George Maxim Anossov Hanfmann (San Pietroburgo, 20 novembre 1911 (calendario gregoriano) – Watertown, 13 marzo 1986) è stato un archeologo e studioso dell'antichità classica statunitense di origini russe.
Allievo di Werner Jaeger all'Università di Berlino, divenne professore ordinario di arte antica all'Università di Harvard.

## Opere
- Per una completa bibliografia: "Bibliography of George M. A. Hanfmann, 1935-71." In Studies Presented to George M.A. Hanfmann.  Cambridge, MA: Harvard University Press, 1971, pp. xii-xx.  also, Joanee Bloom. "Bibliography of George M. A. Hanfmann, 1971-86." American Journal of Archaeology 91.2 (April 1987): 264-266.
- Ancient Art in Private American Collections: A Loan Exhibition at the Fogg Art Museum of Harvard University (Cambridge, 1954).
- [Jerome Lectures] From Croesus to Constantine (Ann Arbor, 1975).
- The Season Sarcophagus in Dumbarton Oaks (Cambridge, 1952).
- and Mierse, William E., and Foss, Clive. Sardis from Prehistoric to Roman Times: Results of the Archaeological Exploration of Sardis, 1958-1975. (Cambridge, 1983).
- [D.Phil. thesis]Altetruskische Plastik I: Die menschliche Gestalt in der Rundplastik bis zum Ausgang der orientalisierenden Kunst. (Würzburg, 1936).
- Classical Sculpture.  The History of Western Sculpture 1. (Greenwich, CT,1967).
- Observations on Roman Portraiture. Collection Latomus 11.  (Brussels, 1953).
- Roman Art: a Modern Survey of the Art of Imperial Rome. (Greenwich, 1964).